# Audi Q7 4M
Cet article concerne la deuxième génération de l’Audi Q7. Pour des informations générales sur l’Audi Q7, consultez Audi Q7.
L'Audi Q7, avec la désignation de type interne 4M, est la deuxième gamme du sport utility vehicle (SUV) Audi Q7 qui est disponible depuis mi-2015.

## Historique du modèle

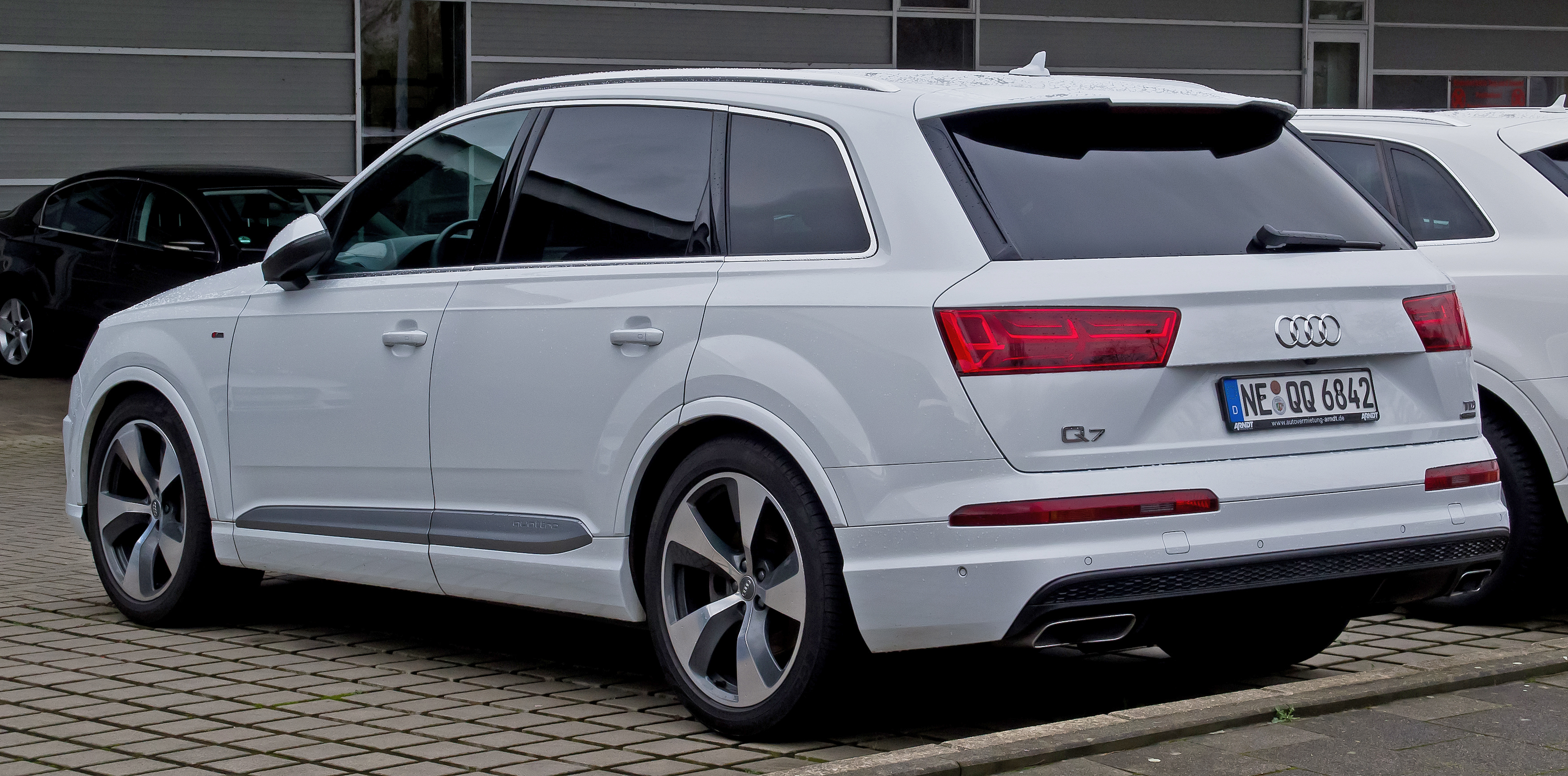
Vue arrière

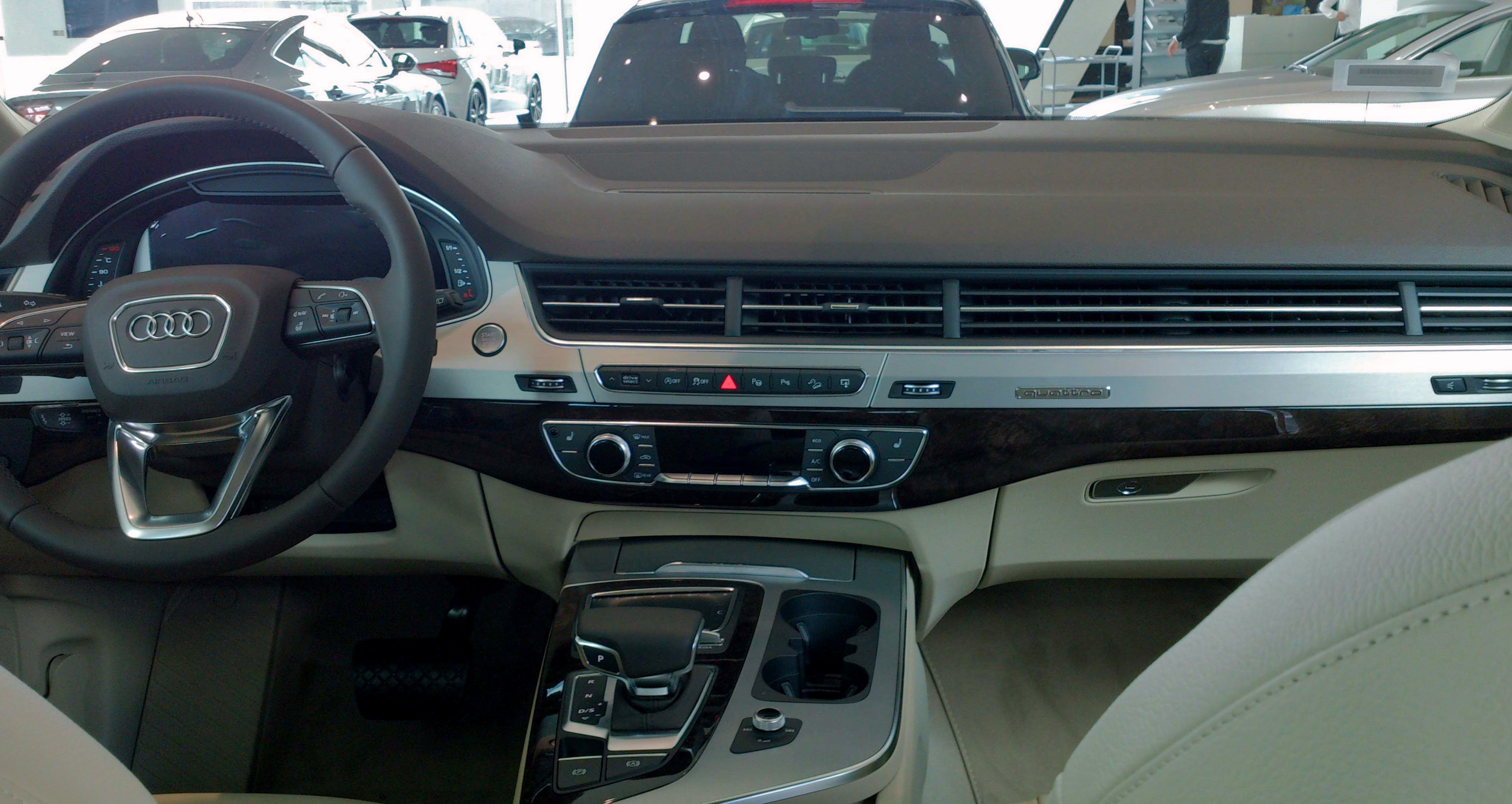
Intérieur

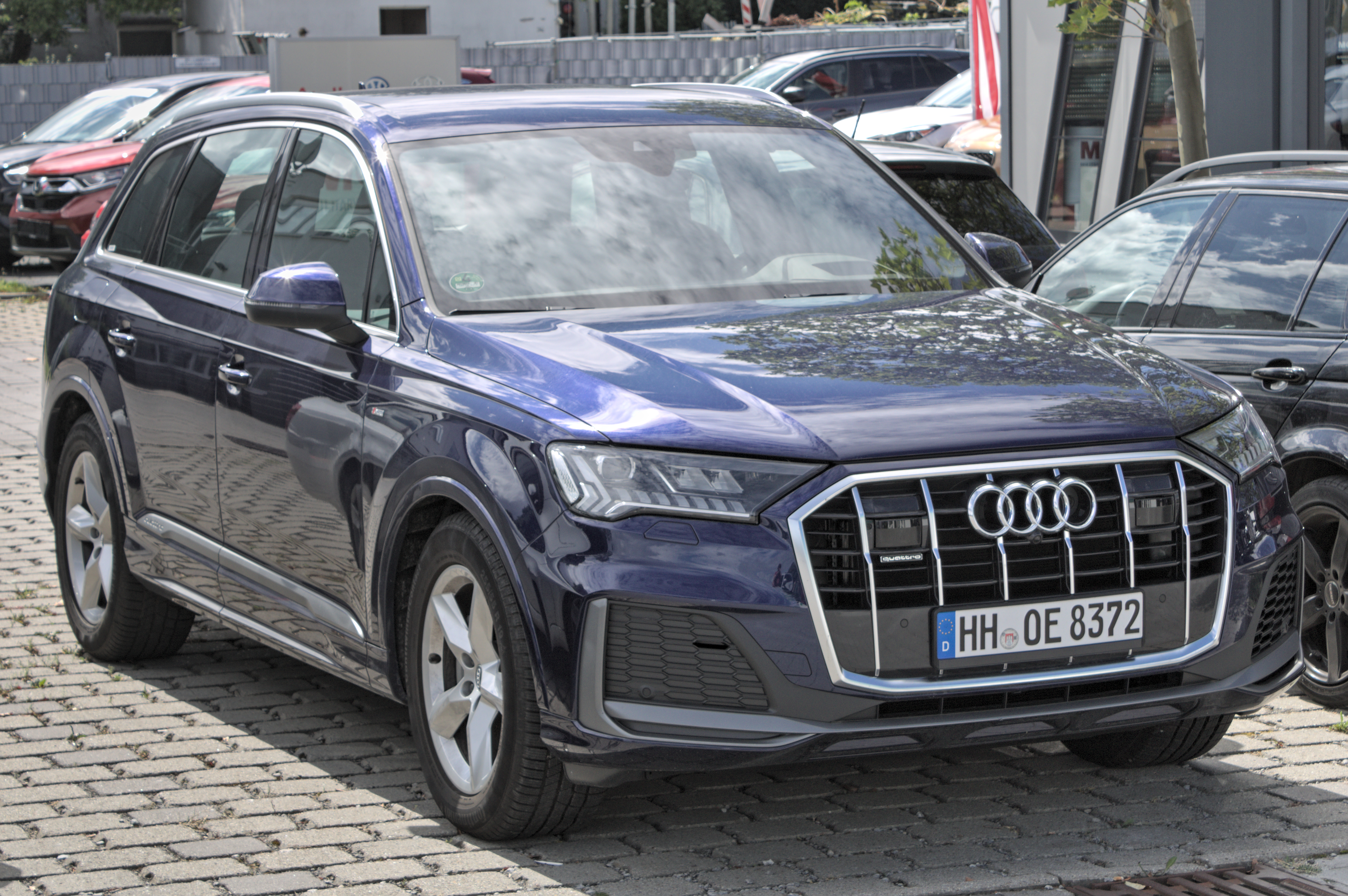
Audi Q7 (depuis 2019)

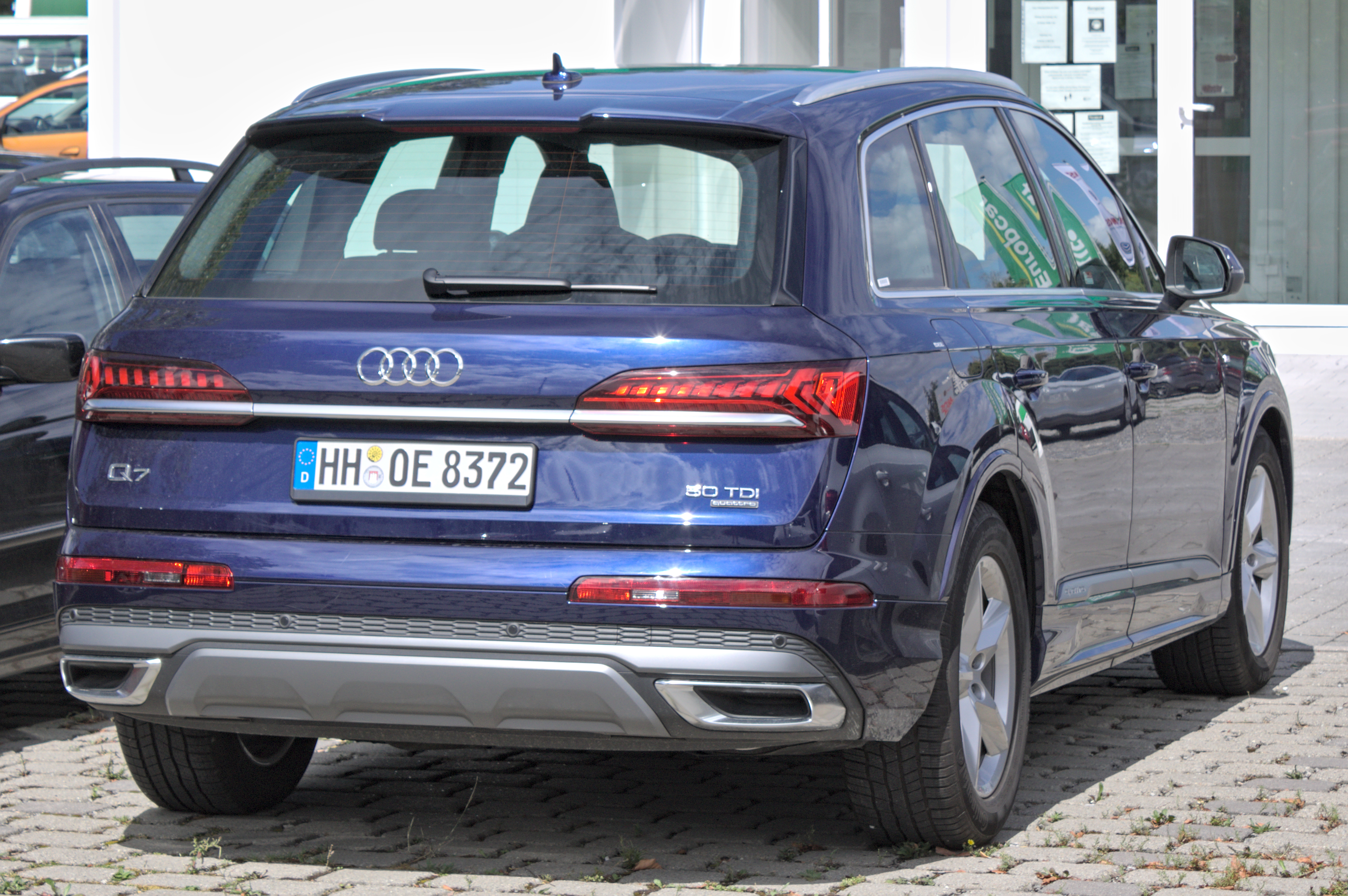
Vue arrière

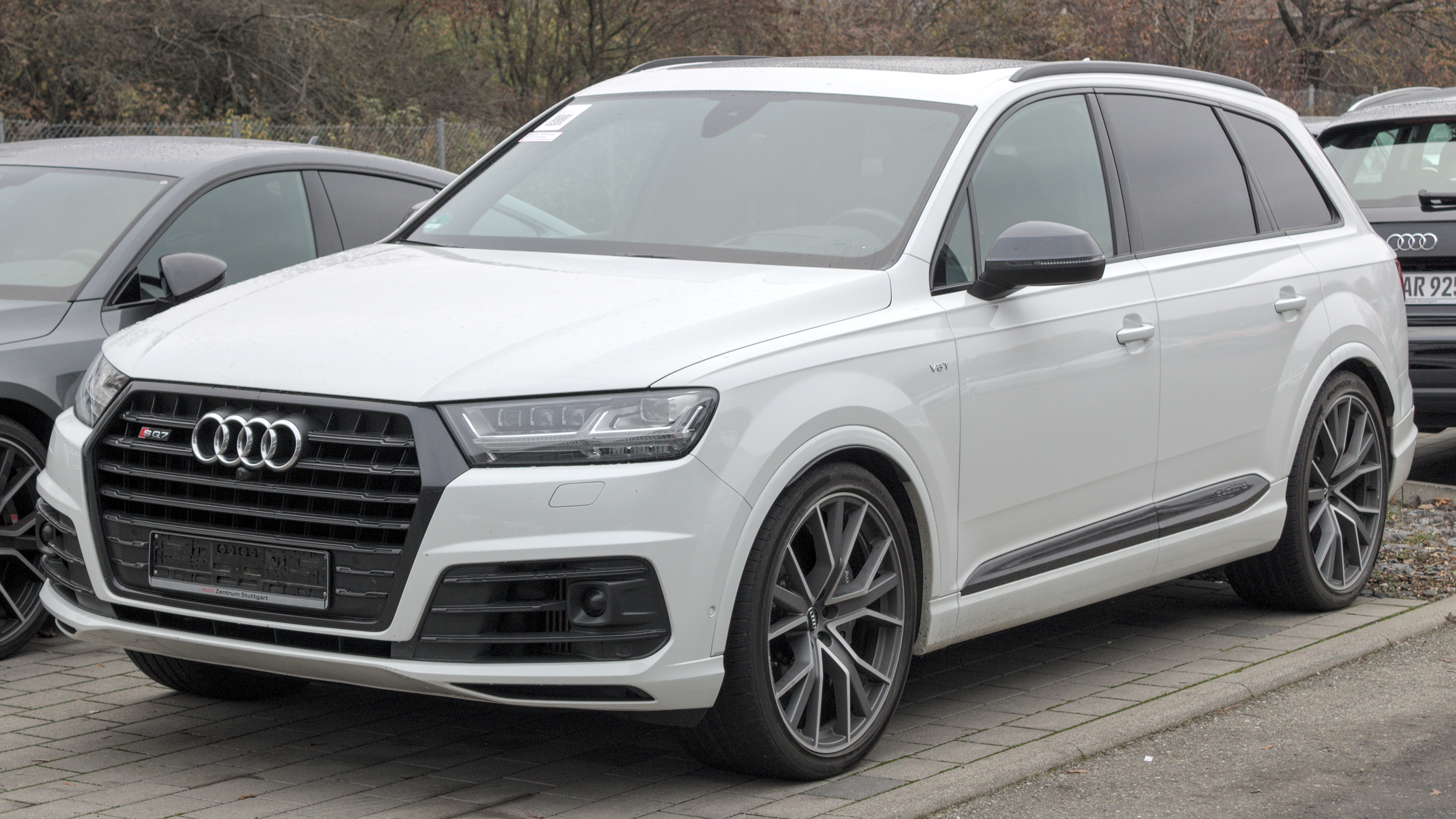
Audi SQ7 TDI

Le véhicule a été présenté mi-janvier 2015 au Salon international de l'automobile d'Amérique du Nord à Detroit, le lancement sur le marché a eu lieu le 12 juin 2015. Dès décembre 2014, la présentation de l'Audi Q7 e-tron hybride rechargeable a été annoncée pour le Salon international de l'automobile de Genève de mars 2015,.
L'Audi SQ7, une variante basée sur le modèle Q7 4M, a été présentée en mars 2016 au Salon de l'automobile de Genève.
À l'été 2019, le Q7 et le SQ7 ont été rénovés. Le Salon de l'automobile de Francfort de septembre 2019 a été le premier grand salon de l'automobile à avoir ces véhicules.

## Technologie
Le deuxième Audi Q7 est légèrement plus petit et, selon le communiqué de presse, jusqu'à 325 kilogrammes plus léger que son prédécesseur (grâce à la matrice longitudinale modulaire), en termes réels, la réduction de poids est comprise entre 200 et 250 kg. Les portes, les ailes, le capot et le hayon sont en aluminium.
La carrosserie de la variante Q7 e-tron a un coefficient de traînée (cx) de 0,34 et une surface frontale de 2,86 m² (en exemple de comparaison, la Volkswagen Golf VII a une surface frontale de 2,19 m²).
Pour la première fois chez Audi, la direction intégrale est disponible en option pour toutes les variantes, ce qui réduit le rayon de braquage et, selon Audi, améliore la stabilité à grande vitesse. Selon "Deutsche Welle", l'agilité et l'expérience de conduite du véhicule ont été considérablement améliorées.
En plus des turbocompresseurs à gaz d'échappement, le SQ7 dispose aussi d'un compresseur entraîné par un moteur électrique qui nécessite un système électrique de 48 V.

## Variantes avec entraînement hybride

### Entraînement hybride composé d’un moteur diesel et d’un moteur électrique
L'Audi Q7 e-tron est un SUV avec un moteur hybride rechargeable standard. Il dispose d'un moteur à combustion combiné à un moteur électrique. L'entraînement hybride comprend un moteur diesel V6 de 3,0 litres qui produit une puissance maximale de 190 kW (258 ch) à 3250-4500 min-1 et il est connecté via un embrayage au moteur électrique, qui produit 94 kW (128 ch) à 2600 min-1. Le moteur électrique est intégré dans le boîtier de la nouvelle transmission automatique (Tiptronic) à huit rapports. Les deux moteurs se complètent, la puissance combinée du système du Q7 est de 275 kW (374 ch). Le moteur électrique a un couple maximal de 350 Nm jusqu'à environ 2550 tr/min dès le démarrage, le moteur diesel V6 atteint son couple maximal de 600 Nm dans une plage comprise entre 1250 et 3000 tr/min. Le couple combiné du système est de 700 Nm. Le conducteur peut choisir entre trois modes. Le mode "EV" privilégie la conduite électrique, en mode "Hybrid" la gestion hybride décide en grande partie librement du type de conduite et en mode "Battery hold" elle économise l'énergie électrique disponible.
La batterie lithium-ion de 17,3 kWh est protégée sous le plancher du coffre; Le coffre de l'Audi Q7 e-tron est donc plus petit, seulement 650 litres au lieu des 890 litres des modèles à motorisation classique. La batterie peut être complètement chargée en environ deux heures et demie sur une prise industrielle avec une puissance maximale de 7,2 kW. Une autonomie purement électrique allant jusqu'à 56 kilomètres est possible. La consommation de carburant combinée est de 1,8-1,9 l/100 km (18,1-19,0 kWh/100 km en consommation d’électricité), l'autonomie maximale est de 940 km.
Le véhicule n'est plus disponible à la commande depuis mi-2018.

### Entraînement hybride composé d’un moteur essence et d’un moteur électrique
En Asie, la variante hybride, initialement connue sous le nom de Q7 2.0 TFSI e-tron, était proposée avec un moteur essence au lieu d'un moteur diesel. Le Q7 55 e-tron hybride rechargeable, disponible en Chine depuis 2018, est équipé d'un moteur essence R4 de 2,0 l d'une puissance maximale de 185 kW. Les performances du moteur électrique, la capacité de recharge de la batterie lithium-ion et l'autonomie électrique correspondent à celles de la variante à moteur diesel.
Fin 2019, de nouvelles variantes hybrides rechargeables ont été présentées pour le marché européen avec le lifting, il s’agit du Q7 55 TFSI e quattro et du Q7 60 TFSI e quattro. Ils ont les mêmes moteurs essence V6 de 3,0 l, une capacité de batterie de 19,2/17,3 kWh (brut/net), atteignent ainsi une autonomie électrique d'environ 43 km selon la procédure d’essai mondiale harmonisée pour les véhicules légers et diffèrent par les performances de suralimentation du moteur électrique intégré à la transmission.